# Límits d'integració
En càlcul i en anàlisi matemàtica els límits d'integració de la integral
{\displaystyle \int _{a}^{b}f(x)\,dx}
d'una funció integrable Riemann f definida en un interval tancat i fitat [a, b] són els nombres reals a (límit inferior) i b (límit superior).

## Integrals impròpies
Els límits d'integració també es poden definir per a les integrals impròpies. Els límits d'integració en els dos casos següents
{\displaystyle \lim _{z\rightarrow a^{+}}\int _{z}^{b}f(x)\,dx}
i
{\displaystyle \lim _{z\rightarrow b^{-}}\int _{a}^{z}f(x)\,dx}
són altre cop a i b. Per a la integral impròpia
{\displaystyle \int _{a}^{\infty }f(x)\,dx}
o
{\displaystyle \int _{-\infty }^{b}f(x)\,dx}
els límits d'integració són a i +∞, o −∞ i b, respectivament.